# Gyrinus pullatus
Gyrinus pullatus är en skalbaggsart som beskrevs av Zaitzev 1908. Gyrinus pullatus ingår i släktet Gyrinus, och familjen virvelbaggar. Arten är reproducerande i Sverige.